# ニコライ・ルージン
ニコライ・ニコラエヴィチ・ルージン（露: Никола́й Никола́евич Лу́зин、英: Nikolai Nikolaevich Luzin、1883年12月9日 - 1950年1月28日）は、ロシアの数学者。記述集合論における業績や点集合トポロジー（位相空間論）に密接に結びついた解析学の展開で知られる。Luzitaniaと呼ばれる1920年代前半の若い数学者による緩やかな学派は、彼の名に由来する。彼らは集合論的な志向を持ち、他の数学の分野への適用を進めた。

## 生涯
1901年からモスクワ大学で数学を学び始める。指導教官はドミトリ・エゴロフであった。1905年と1906年には、精神的危機を経験している。このとき、神学者パーヴェル・フロレンスキイに次のように手紙を書いている。「あなたは私を大学で何も知らないただの子供と思いになりました。私は、それがどのように起きたのかわかりません。しかし、私は解析関数とテイラー級数にもはや満足できません...それは約1年前に起こりました...人々の悲惨さを目にし、人生の苦痛を目にした、数学の会合から家の帰路で...そこでは、寒さに震えながら、何人かの女性が恐怖を感じながら夕食を得るために佇んでいました。-これは耐えられない光景です。これを目にしてしまって、平静に科学を学ぶ（実際は楽しんでいる）ことには耐えられません。この後に、数学だけを学ぶことができず、医学校に移りたいと思いました。ここに来て、約5か月が経ちましたが、ようやく学ぶことを始めました。」
1910年から1914年にかけてゲッティンゲン大学で学び、エトムント・ランダウから薫陶を受ける。それから、モスクワに戻り、1915年の博士号を受ける。ロシア内戦の間（1918年–1920年）、ルージンはモスクワを離れ、イヴァノヴォ-ヴォズネセンスク工科大学（現在はイヴァノヴォ化学技術大学）に向かっている。1920年に、モスクワに戻る。1927年1月5日にロシア科学アカデミーの準会員に選出され、それから哲学部門の正会員を務め、その後、純粋数学部門の正会員を務めた(1929年1月12日)。
1920年代には、モスクワ大学で有名なセミナーを開催した。彼の下で博士課程を学んだ学生の中には、ロシアの著名な数学者が何人もいる。例えば、パベル・アレクサンドロフ、ニーナ・バリ、アレクサンドル・ヒンチン、アンドレイ・コルモゴロフ、アレクサンドル・クロンロッド、ミハイル・ラブレンチェフ、アレクセイ・リャプノフ、ラザル・リュステルニク、ピョートル・ノビコフ、レフ・シュニレルマン、パベル・ウリゾーンである。

## 研究業績
ニコライ・ルージンの最初の大きな業績は、1912年のほとんどいたるところで発散するものの、ゼロ係数に単調収束する三角級数の例を構成したことであった。この例はピエール・ファトゥの予想を反証するものであり、当時の大部分の数学者達が予期しない結果であった。
彼の学位論文“Integral and trigonometric series” (1915)は、その後の関数の距離についての理論の発展に大きな影響を与えた。彼の論文で定式化された問題群は、長い間、数学者の関心をひきつけてきた。例えば、問題のリストの最初に上げられている2乗可積分な関数に対するフーリエ級数の収束の問題は、1966年にレンナルト・カルレソンによって解決された。
1919年には、解析関数の境界における性質の理論において、ルージンは共形変換における境界点の集合の不変性について、重要な結果を示した。
ルージンは、記述集合論の創始者の一人とされる。また、複素解析や微分方程式、数値解析の分野にも貢献した。

## ルージン事件（1936年）
1930年11月21日、アレクサンドル・ゲルファントやレフ・ポントリャーギンに加えてルージンの生徒であったレフ・シュニレルマンやラザル・リュステルニクからなるモスクワ数学会の先導的グループは、「数学者の中に活発な反革命者がいる」と糾弾した。数学者の中には指弾されたものがおり、その中にはルージンの指導教官であったドミトリ・エゴロフが含まれていた。1930年9月、エゴロフは彼の信条に基づき、逮捕された。逮捕後、エゴロフはモスクワ数学会の会長の職を離れ、新たな会長はエルンスト・コルマン（Ernst Kolman）が就任した。その結果、ルージンはモスクワ数学会とモスクワ大学を去ることになった。エゴロフは、獄中で起きたハンガー・ストライキの後、1931年9月10日に没した。1931年、エルンスト・コルマンはルージンに対しての最初の告訴を行った。
1936年の6月から8月にかけて、ルージンは、新聞プラウダ上での一連の匿名記事によって、批判に晒された。後に、こうした記事はエルンスト・コルマンによるものとされている。記事の申し立てるところによれば、ルージンは科学論文を称した紛い物を出版し、自分の学生の発見を自らの業績とすることに恥じ入らず、黒百人組、正教会、ファシズムをわずかに現代化したものでしかない君主政治主義者のイデオロギーに近いということであった。ルージンはソ連科学アカデミーの委員会による特別諮問会で審議を受けたが、全ての告訴理由をソビエト市民として正体を隠した敵であると書き入れられるものであった。告訴理由の一つは、主要な結果を海外の論文誌で発表したことであった。こうした政治的な仄めかしや誹謗中傷はプラウダ紙の記事のずっと何年も前から年老いたモスクワの教授職に対して使われてきたものであった。
ルージンに対する政治的な攻撃は、ヨシフ・スターリンの弾圧的な思想の当局だけでなく、パベル・アレクサンドロフに率いられたルージンの学生の集団によって引き起こされた。パベル・アレクサンドロフはコルモゴロフとのホモセクシュアルな関係を暴露するとの脅迫により、圧力を掛けられていたかもしれないとされる。委員会がルージンを有罪宣告したのに関わらず、彼は科学協会からの追放も逮捕もされなかった。当時の有罪宣告された大半の者の処罰に比べて、ルージンの処罰がはるかに軽かったことい関してはいくつかの憶測があるが、確からしいものはない。数学史研究家のA.P. ユシュケビッチは、スターリンは目の前に迫ったレフ・カーメネフやグリゴリー・ジノヴィエフらのモスクワ裁判に強く関心を持ち、ルージンの最終的な運命などには全く興味がなかったと推測している。それでも、スターリンの死後もルージンは名誉回復されなかった。
しかし2012年1月17日、ロシア科学アカデミーは上記の決定を取り消し、ルージンの名誉をようやく回復した